# Because You Left
Because You Left jest pierwszym odcinkiem, kolejnej, piątej serii serialu telewizyjnego „Zagubieni” (Lost) produkowanego przez American Broadcasting Company. Odcinek ten jest 84 częścią serialu od początku emisji. Po raz pierwszy został zaprezentowany publiczności w USA w dniu 21 stycznia 2009 na antenie stacji ABC. Odcinek ten został wyemitowany w bloku, wraz ze streszczeniem poprzedniego sezonu oraz z następnym, drugim, odcinkiem piątej serii zatytułowanej „The Lie”.
- Pierwsza emisja: 21 stycznia 2009
- Data emisji w Polsce: 28 stycznia 2009 (kanał n)
- Retrospekcje: Multicentryczny
- Reżyseria: Stephen Wiliams
- Scenariusz: Damon Lindelof, Carlton Cuse

## Treść
Odcinek rozpoczyna się retrospekcją z lat siedemdziesiątych gdy projekt Dharma Initiative buduje stacje badawcze na wyspie. Dr. Pierre Chang (François Chau) nagrywa właśnie film instruktażowy dla stacji numer 2 „Strzała”, kiedy zostaje poinformowany o wypadku na placu budowy stacji numer 6 „Orchidea”. Po przybyciu na miejsce uświadamia sobie, że odnaleziono wreszcie „niewyczerpane” źródło energii, którego to poszukiwała Inicjatywa DHARMA. Powracając z podziemnego placu budowy przypadkowo wpada na robotnika, którym okazuje się być, ku naszemu zaskoczeniu, Daniel Faraday (Jeremy Davies).
30 grudnia 2004, wkrótce po przesunięciu wyspy oglądanym w odcinku „There’s No Place Like Home”, rozbitkowie lotu Oceanic 815, członkowie ekipy poszukiwawczej oraz Juliet Burke (Elizabeth Mitchell) zaczynają doświadczać nieoczekiwanych przesunięć w czasie, które nie dotykają Innych. Pierwszy z takich skoków przenosi ich do momentu gdy rozbija się awionetka pokazana w odcinku Deus Ex Machina. John Locke znajdujący się w jej pobliżu zostaje postrzelony przez Ethana (William Mapother), który zjawia się nieoczekiwanie na miejscu katastrofy, ale nie rozpoznaje Locka. W tym samym czasie James „Sawyer” Ford (Josh Holloway), Juliet oraz członkowie załogi frachtowca zdążają do Stacji numer 3 „Łabędź” aby zorientować się w jakim momencie czasoprzestrzeni teraz się znajdują. Kolejny skok w czasie przenosi ich w moment kiedy stacja już nie istnieje, przy okazji ratując życie Lockowi. Locke spotyka Richarda Alperta (Nestor Carbonell), który go rozpoznaje oraz usuwa kulę z rany Locka. Informuje Locka, że nie będą się znali przy ich następnym spotkaniu i wręcza mu kompas który powinien wzbudzić w nim zaufanie do Locka. Wyjaśnia mu także, że jedynym sposobem na zatrzymanie skoków w czasie jest sprowadzenie wszystkich rozbitków na wyspę, a także konieczność złożenia własnego życia w ofierze przez Locka. W tym samym momencie Sawyer próbuje dostać się do środka stacji (która po kolejnym skoku w czasie pojawia się w nienaruszonym stanie). Gdy nie udaje mu się to, Daniel wyjaśnia mu, że jest to niemożliwe, gdyż nie znali się z Desmondem (Henry Ian Cusick) wcześniej, czyli Sawyer nigdy nie dostanie się do środka stacji w której jest Desmond, bo nie można zmienić przeszłości. Pomimo to gdy wszyscy wracają na plażę, Daniel sam próbuje nawiązać kontakt z Desmondem, co mu się udaje. Mówi mu, że może pomóc rozbitkom poprzez odnalezienie matki Faradaya.
W roku 2007, Hugo „Hurley” Reyes (Jorge Garcia) wraz z pomocą Sayida (Naveen Andrews) ucieka z zakładu dla obłąkanych. Udają się do kryjówki, która okazuje się być już odnaleziona przez dwóch uzbrojonych mężczyzn. Sayid zabija ich, lecz przed tym zostaje postrzelony strzałką ze środkiem usypiającym. W kolejnych ujęciach widzimy spotkanie w Londynie pomiędzy Sun Kwon (Kim Yoon-jin) wraz z Charlsem Widmore’em (Alan Dale). Mówi mu, że chce zabić Benjamina Linusa (Michael Emerson). W tym momencie w Los Angeles, dwóch prawników odwiedza Kate (Evangeline Lilly) i pokazują jej nakaz sądowy w celu pobrania próbek krwi jej oraz Aarona, syna Claire (Emilie de Ravin), którego Kate wychowuje. Kate postanawia uciekać. Ben oraz Jack Shephard (Matthew Fox) spotykają się przy trumnie Johna Locka. Odkrywają, że Hurley zbiegł z zakładu, niwecząc tym samym plan Bena aby zebrać wszystkich rozbitków razem.

## Odbiór
Piąty sezon serialu Lost był promowany przez teledysk wraz z piosenką „You Found Me” zespołu The Fray. Odcinek „Because You left”, wraz z kolejną częścią „The Lie” obejrzało średnio 11 347 milionów widzów w Stanach Zjednoczonych oraz 1 195 milionów widzów w Wielkiej Brytanii.